# Bệnh viện Răng Hàm Mặt Trung ương Thành phố Hồ Chí Minh
Bệnh viện Răng Hàm Mặt Trung ương Thành phố Hồ Chí Minh được thành lập trên cơ sở Viện Răng Hàm Mặt Việt Nam mà tiền thân của là Khoa Răng Hàm Mặt với 2 khu điều trị ngoại trú (Trại 36) và khu nội trú (Trại 52) nằm trong Bệnh viện Chợ Rẫy. Cơ sở hạ tầng được tiếp quản từ khu phẫu thuật tạo hình Barsky được xây dựng trước năm 1975.
Bệnh viện là tuyến y tế chuyên sâu về Răng Hàm Mặt, chỉ đạo chuyên khoa cho 32 tỉnh thành phía Nam.

## Lịch sử hình thành và phát triển

### Tổng quan
- Năm 1969, thành lập Trung tâm Phẫu thuật Tạo hình và Tái tạo (thường gọi là Trung tâm Barsky[4] hoặc Đơn vị Barsky[5]) điều trị cho bệnh nhân bị sẹo co kéo do bỏng, dị tật bẩm sinh hàm mặt…, do GS Arthur Joseph Barsky(bác sĩ phẫu thuật thẩm mỹ người Mỹ) lãnh đạo[2]. Trung tâm từng điều trị cho em bé Napalm - Phan Thị Kim Phúc - một nạn nhân chiến tranh...[2][4][6]
- Năm 1975, trung tâm trở thành Khoa Răng hàm mặt, Bệnh viện Chợ Rẫy.
- Năm 1980, trở thành Viện Răng Hàm Mặt Việt Nam (trực thuộc Bộ Y tế)[2].
- Ngày 15/05/2003, đổi tên thành Bệnh viện Răng Hàm Mặt Trung ương Thành phố Hồ Chí Minh[2].

### Câu chuyện về Trung tâm Barsky và những người sáng lập

#### Bác sĩ Barsky
Bác sĩ Arthur Joseph Barsky (sinh năm 1899 -  mất năm 1982), một bác sĩ phẫu thuật thẩm mỹ tiên phong từng chữa trị cho trẻ em Việt Nam trong Chiến tranh Việt Nam và các nạn nhân của vụ ném bom nguyên tử ở Hiroshima, đã qua đời năm 1982 ở miền nam nước Pháp ở tuổi 83. Ông sống ở làng Le Beausset và duy trì một căn hộ ở Thành phố Manhattan.
Là người gốc New York, Bác sĩ Barsky được đào tạo tại Đại học Pennsylvania và Cao đẳng Y tế New York. Ông đã viết Các Nguyên tắc và Thực hành Phẫu thuật Thẩm mỹ, một trong những cuốn sách giáo khoa đầu tiên về chủ đề này, được xuất bản cách đây khoảng 40 năm.
Bác sĩ Barsky đã thành lập các dịch vụ phẫu thuật thẩm mỹ tại Bệnh viện Beth Israel, Bệnh viện Mount Sinai và Trường Cao đẳng Y tế Albert Einstein, tất cả đều ở Thành phố New York. Đơn vị phẫu thuật tái tạo và tạo hình trẻ em tại Beth Israel được đặt tên để vinh danh ông vào tháng 12 năm 1980.
Vào thời điểm ông qua đời, ông là giáo sư danh dự tại Albert Einstein và bác sĩ phẫu thuật tư vấn - một danh hiệu danh dự - tại hai bệnh viện khác. Ông cũng đang tư vấn, từ nhà của mình ở Pháp, với các chính phủ châu Phi về việc điều trị trẻ em dị tật.

#### Trung tâm Barsky
Trung tâm Barsky hay Đơn vị Barsky là tên do người Việt Nam đặt cho Trung tâm Phẫu thuật Tạo hình và Tái tạo ở Sài Gòn, mở cửa vào tháng 7 năm 1969 và điều trị cho 1.200 trẻ em mỗi năm cho đến khi diễn ra sự kiện 30 tháng 4 năm 1975.
Bác sĩ Barsky và một luật sư, Thomas R. Miller, rất xúc động trước những báo cáo về thương tích chiến tranh nên họ đã thành lập Tổ chức Cứu trợ Y tế cho Trẻ em vào năm 1966. Và với sự hỗ trợ của Hoa Kỳ, ba năm sau đó, Barsky thành lập Đơn vị Barsky 50 giường tại Sài Gòn.
Những đứa trẻ được điều trị tại đây không phải là nạn nhân của chiến tranh mà còn mắc các bệnh phổ biến khắp châu Á và ám chỉ các tai nạn trong nước.

## Chức năng nhiệm vụ
- Khám, cấp cứu và phục hồi chức năng trong lĩnh vực Răng – Hàm – Mặt cho trẻ em và người lớn ở tuyến cao nhất (bao gồm khám giám định y khoa và pháp y theo quy định của pháp luật)[9].
- Phòng bệnh Răng Miệng và chỉ đạo tuyến dưới về chuyên môn kỹ thuật[9].
- Nghiên cứu khoa học[9].
- Đào tạo cán bộ chuyên ngành Răng Hàm Mặt[9].
- Quản lý bệnh viện[9].
- Hợp tác quốc tế[9].

## Hệ thống phòng khoa
Bệnh viện có 28 đơn vị trực thuộc bao gồm 7 phòng chức năng, 15 khoa lâm sàng, 4 khoa cận lâm sàng và 2 trung tâm đào tạo - chỉ đạo tuyến.

### Các phòng chức năng
1. Phòng Tổ chức - Hành chính
2. Phòng Kế hoạch - Tổng hợp
3. Phòng Quản trị
4. Phòng Tài chính - Kế toán
5. Phòng Điều dưỡng
6. Phòng Vật tư - Trang thiết bị y tế
7. Phòng Quản lý chất lượng

### Trung tâm đào tạo và chỉ đạo tuyến
1. Phòng Đào tạo và Nghiên cứu khoa học
2. Phòng Chỉ đạo tuyến và Luân phiên cán bộ

### Tổ chức lâm sàng
1. Khoa Khám bệnh răng miệng
2. Khoa Gây mê hồi sức
3. Khoa Phẫu thuật Hàm - Mặt
4. Khoa Vi phẫu tạo hình Hàm - Mặt
5. Khoa Điều trị nha khoa tổng quát
6. Khoa Răng trẻ em
7. Khoa Lão nha
8. Khoa Chỉnh hình Hàm - Mặt
9. Khoa Nha chu
10. Khoa Cấy ghép răng
11. Khoa Nhổ răng - Tiểu phẫu thuật
12. Khoa Phục hình răng
13. Khoa Chữa răng - Nội nha
14. Khoa Điều trị Kỹ thuật cao
15. Trung tâm Điều trị toàn diện Khe hở môi - Vòm miệng

### Tổ chức cận lâm sàng và tổ chức hỗ tợ
1. Khoa Chẩn đoán hình ảnh
2. Khoa Kiểm soát nhiễm khuẩn
3. Khoa Dược
4. Khoa Dinh dưỡng và Tiết chế

## Khen thưởng
- 1 Huân chương Lao động hạng Nhất[11].
- 1 Huân chương Lao động hạng Nhì[11].
- 2 Huân chương Lao động hạng Ba[11].